# Апач Чато
Апач Чато је 40. епизода стрип серијала Кен Паркер објављена у Лунов магнус стрипу бр. 597. Објавио ју је Дневник из Новог Сада у јулу 1984. године. Имала је 94 стране и коштала је 45 динара. Епизоду је нацртао Иво Милацо, а сценарио написао Ђанкарло Берарди. За насловну страну узета је реколоризована насловница, коју је Милацо нацртао за епизоду Un uomo inutile. 

## Оригинална епизода
Оригинална епизода објављена је у јулу 1981. год. под насловом Apache. Издавач је била италијанска кућа Cepim. Имала је 96 страна и коштала 700 лира. 

## Кратак садржај
Кен се и даље налази у Аризони. Близу планине Драгун, одлучује да сврати код Фокса Дашијела. (Дашијел и Кен су се растали у ЛМС-449.) Дашијел, који већ неко време ради за војску као извидник, добија позив да хитно помогне у мисији хватања одбеглог поглавице Апача Чата. Чато је побегао када је цело његово племе требало да се возом пресели у резерват. Кен му се придружује.
Када успевају да дођу до Чата, покушавају да га убеде да се преда властима. Схватају да Чато више нема шта да изгуби када убија Дашијела, иако га и даље сматра пријатељем.

## Значај епизоде
Епизода поново указује на лицимеран однос већине белаца који покшавају да преваре Индијанце шаљући их у резерват зарад економског интереса. Овога пута се за интересе Индијанаца, уместо Кена и представника за индијанска питања (ЛМС-422), појављује Џон Клум, који се расправља са представницима власти у Таксону око правичног аранжмана за Апаче. 
Ово је прва епизода у којој се експлицитно показује ривалство између самих индијанских племена. Индијански водич Тах-Сеа помаже војницима да побију Апаче због дугогодишњег међусобног ривалства. Његов циљ је да истреби Апаче, не да се бори против белаца. На самом крају, син Тах-Сеа убија Чата, чиме се поново обнавља тема освете, као једне од најчешће теме серијала.

## Фотографија у стрипу
У овој епизоди Милацо репродукује три оригиналне познате фотографије настале на Дивљем западу у 19. веку. На првој се види службеник Клум, на другој Џеронимо, који се предао америчким властима 1881. г.

## Претходне и наредне епизоде
Овој епизоди претходила је епизода Залог љубави, а након ње објављена је епизода Несуђена скво. Списак свих епизода Кен Паркер може се погледати овде.